# Marchainville
Marchainville est une ancienne commune française, située dans le département de l'Orne en région Normandie, devenue le 1er janvier 2016 une commune déléguée au sein de la commune nouvelle de Longny les Villages.
Elle est peuplée de 211 habitants.

## Géographie
Marchainville est une commune du Perche dans le canton de Tourouvre. L'Eure y prend sa source (étang Rumien)[réf. nécessaire].

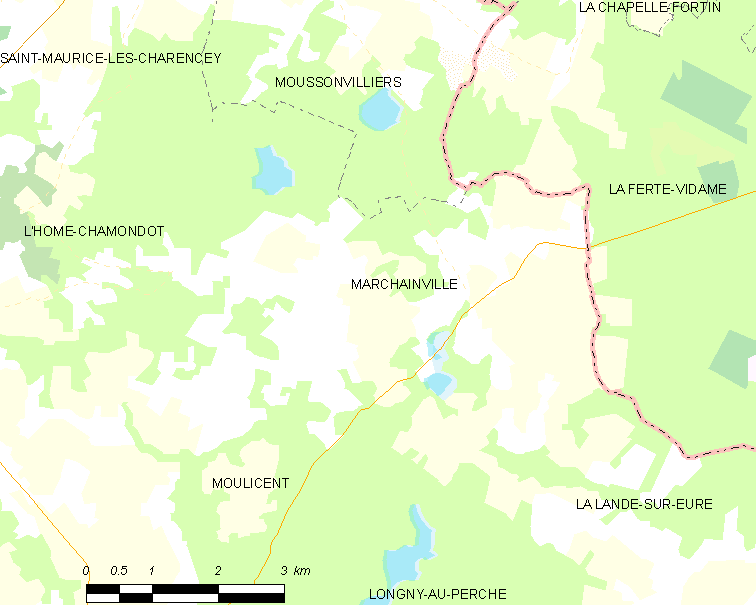
Carte de Marchainville et des communes limitrophes.

## Toponymie
Le nom de la localité est attesté sous les formes Marchesvilla vers 1075, Marcheville en 1308.

## Histoire
Le château fort fut élevé par le comte du Perche Geoffroy IV. Charles le Mauvais, roi de Navarre, qui menait la guerre aux côtés des Anglais contre Charles V, s'empara de la forteresse en 1364 et s'y enferma. Philippe le Hardi l'assiégea et s'en rendit maître. En 1464, les Anglais incendièrent l'édifice et rasèrent les murs. Le château conserve les vestiges de six tours et, à l'ouest et au nord, l'emplacement des anciens fossés et remparts.
Le 1er janvier 2016, Marchainville intègre avec sept autres communes la commune de Longny les Villages créée sous le régime juridique des communes nouvelles instauré par la loi no 2010-1563 du 16 décembre 2010 de réforme des collectivités territoriales. Les communes de La Lande-sur-Eure, Longny-au-Perche, Malétable, Marchainville, Monceaux-au-Perche, Moulicent, Neuilly-sur-Eure et Saint-Victor-de-Réno deviennent des communes déléguées et Longny-au-Perche est le chef-lieu de la commune nouvelle.

## Politique et administration
| Période                                  | Période       | Identité      | Étiquette | Qualité              |
| ---------------------------------------- | ------------- | ------------- | --------- | -------------------- |
| juin 1995                                | mars 2014     | Pierre Padois | SE        | Agriculteur          |
| mars 2014                                | décembre 2015 | Gilles Ory    | SE        | Agriculteur retraité |
| Les données manquantes sont à compléter. |               |               |           |                      |

## Démographie
En 2021, la commune comptait 211 habitants. Depuis 2004, les enquêtes de recensement dans les communes de moins de 10 000 habitants ont lieu tous les cinq ans (en 2004, 2009, 2014, etc. pour Marchainville) et les chiffres de population municipale légale des autres années sont des estimations.
| 1793 | 1800 | 1806 | 1821 | 1836 | 1841 | 1846 | 1851 | 1856 |
| ---- | ---- | ---- | ---- | ---- | ---- | ---- | ---- | ---- |
| 606  | 378  | 824  | 749  | 781  | 735  | 709  | 629  | 575  |

| 1861 | 1866 | 1872 | 1876 | 1881 | 1886 | 1891 | 1896 | 1901 |
| ---- | ---- | ---- | ---- | ---- | ---- | ---- | ---- | ---- |
| 617  | 661  | 617  | 600  | 566  | 530  | 526  | 481  | 516  |

| 1906 | 1911 | 1921 | 1926 | 1931 | 1936 | 1946 | 1954 | 1962 |
| ---- | ---- | ---- | ---- | ---- | ---- | ---- | ---- | ---- |
| 506  | 472  | 366  | 393  | 387  | 355  | 401  | 340  | 298  |

| 1968 | 1975 | 1982 | 1990 | 1999 | 2004 | 2009 | 2014 | 2019 |
| ---- | ---- | ---- | ---- | ---- | ---- | ---- | ---- | ---- |
| 300  | 263  | 235  | 197  | 233  | 219  | 207  | 232  | 250  |

## Lieux et monuments
- Église Notre-Dame-de-l'Assomption.
- Ruines du château médiéval du XIIe siècle, démantelé en 1424, par les Anglais au cours de la guerre de Cent Ans. Il en subsiste notamment quatre tours[8].